# Mind of Mine
Mind of Mine ist das Debütalbum des britischen Sängers Zayn. Es wurde am 25. März 2016 unter dem Label RCA Records veröffentlicht und erhielt überwiegend positive Kritiken. Als Singles wurden Pillowtalk und Like I Would veröffentlicht.

## Entstehung
Malik verließ die Boyband One Direction am 25. März 2015 nach fast fünf Jahren, da er in der Band nicht mehr glücklich war. Am 29. Juli 2015 unterschrieb Malik einen Plattenvertrag bei RCA Records. Im weiteren Verlauf des Jahres gab Malik mehrere Interviews, in welchen er über sein Debütalbum sprach und bereits die Titel einiger Lieder verriet.
Das Album besteht überwiegend aus R&B- und einigen Pop-Songs. Der Song Intermission: Flower wurde von Malik in Urdu aufgenommen, was auf Maliks pakistanische Herkunft hindeutet. Auf den Tag genau ein Jahr nach seinem Austritt aus seiner früheren Band veröffentlichte Malik das Album am 25. März 2016.

## Singleauskopplungen
Mit Pillowtalk wurde am 29. Januar 2016 die erste Single des Albums veröffentlicht. Sie belegte Platz 1 der Billboard Hot 100 und Platz 5 der deutschen Singlecharts. Im Musikvideo zur Single, welches am gleichen Tag wie das Lied erschien, ist das Model Gigi Hadid zu sehen.
Am 10. März 2016 erschien Like I Would als zweite Single des Albums. Diese konnte jedoch nicht an den vorherigen Erfolg von Pillowtalk anknüpfen und erreichte in den Billboard Hot 100 Platz 55.

## Titelliste
| Nr.          | Titel                     | Autor(en)                                                                                             | Länge |
| ------------ | ------------------------- | --- | ----- |
| 1.           | Mind of Mindd (Intro)     | Zayn Malik, Chase Wells, James Griffin, Kevin Rains, James Emerson, Salvador Waviest                  | 0:57  |
| 2.           | Pillowtalk                | Zayn Malik, Levi Lennox, Anthony Hannides, Michael Hannides, Joe Garrett                              | 3:23  |
| 3.           | It’s You                  | Zayn Malik, James Ho, Harold Lilly                                                                    | 3:46  |
| 4.           | Befour                    | Zayn Malik, James Ho, Harold Lilly, Terrence "Scar" Smith                                             | 3:29  |
| 5.           | She                       | Zayn Malik, Alan Sampson, A. Hannides, M. Hannides                                                    | 3:09  |
| 6.           | Drunk                     | Zayn Malik, Alan Sampson, A. Hannides, M. Hannides                                                    | 3:25  |
| 7.           | Intermission: Flower      | Zayn Malik, James Ho                                                                                  | 1:44  |
| 8.           | Rear View                 | Zayn Malik, James Ho, Harold Lilly                                                                    | 3:21  |
| 9.           | Wrong (featuring Kehlani) | Zayn Malik, Chase Wells, James Griffin, Kevin Rains, James Emerson, Salvador Waviest, Kehlani Parrish | 3:32  |
| 10.          | Fool for You              | Zayn Malik, Chase Wells, James Griffin, Kevin Rains, James Emerson, Salvador Waviest                  | 3:22  |
| 11.          | Borderz                   | Zayn Malik, James Ho, Harold Lilly, A. Hannides, M. Hannides                                          | 3:59  |
| 12.          | Truth                     | Zayn Malik, Chase Wells, James Griffin, Kevin Rains, James Emerson, Salvador Waviest, James Ho        | 4:05  |
| 13.          | Lucozade                  | Zayn Malik, Chase Wells, James Griffin, Kevin Rains, James Emerson, Salvador Waviest                  | 4:12  |
| 14.          | Tio                       | Zayn Malik, Herbie Crichlow, A. Hannides, M. Hannides                                                 | 2:58  |
| Gesamtlänge: | Gesamtlänge:              | Gesamtlänge:                                                                                          | 45:20 |

| Nr.          | Titel             | Autor(en)                                                                                          | Länge |
| ------------ | ----------------- | -------------------------------------------------------------------------------------------------- | ----- |
| 15.          | Blue              | Zayn Malik, James Ho, Harold Lilly                                                                 | 3:44  |
| 16.          | Bright            | Zayn Malik, James Ho, Harold Lilly                                                                 | 2:56  |
| 17.          | Like I Would      | Zayn Malik, Chase Wells, James Griffin, Kevin Rains, James Emerson, Salvador Waviest, Robin Weisse | 3:12  |
| 18.          | She Don’t Love Me | Zayn Malik, Chase Wells, James Griffin, Kevin Rains, James Emerson, Salvador Waviest               | 4:15  |
| Gesamtlänge: | Gesamtlänge:      | Gesamtlänge:                                                                                       | 59:27 |

## Kommerzieller Erfolg

### Chartplatzierungen
Das Album erreichte Platz 1 der iTunes-Charts in mehr als 70 Ländern und ist damit das erste Debütalbum, welches dies erreichte.
| ChartsChartplatzierungen       | Höchstplatzierung | Wochen |
| ------------------------------ | ----------------- | ------ |
| Deutschland (GfK)              | 9 (3 Wo.)         | 3      |
| Österreich (Ö3)                | 2 (4 Wo.)         | 4      |
| Schweiz (IFPI)                 | 5 (4 Wo.)         | 4      |
| Vereinigte Staaten (Billboard) | 1 (25 Wo.)        | 25     |
| Vereinigtes Königreich (OCC)   | 1 (10 Wo.)        | 10     |

| ChartsJahrescharts (2016)      | Platzierung |
| ------------------------------ | ----------- |
| Vereinigte Staaten (Billboard) | 56          |

### Auszeichnungen für Musikverkäufe
| Land/Region                  | Auszeichnungen für Musikverkäufe (Land/Region, Auszeichnung, Verkäufe) | Verkäufe  |
| ---------------------------- | ---------------------------------------------------------------------- | --------- |
| Brasilien (PMB)              | 2× Platin                                                              | 80.000    |
| Dänemark (IFPI)              | Platin                                                                 | 20.000    |
| Frankreich (SNEP)            | Gold                                                                   | 50.000    |
| Italien (FIMI)               | Gold                                                                   | 25.000    |
| Kanada (MC)                  | Platin                                                                 | 80.000    |
| Mexiko (AMPROFON)            | Platin                                                                 | 60.000    |
| Neuseeland (RMNZ)            | Platin                                                                 | 15.000    |
| Polen (ZPAV)                 | Platin                                                                 | 20.000    |
| Vereinigte Staaten (RIAA)    | Platin                                                                 | 1.000.000 |
| Vereinigtes Königreich (BPI) | Gold                                                                   | 100.000   |
| Insgesamt                    | 3× Gold · 8× Platin ·                                                  | 1.450.000 |

Hauptartikel: Zayn/Auszeichnungen für Musikverkäufe